# Shinichi Shinohara

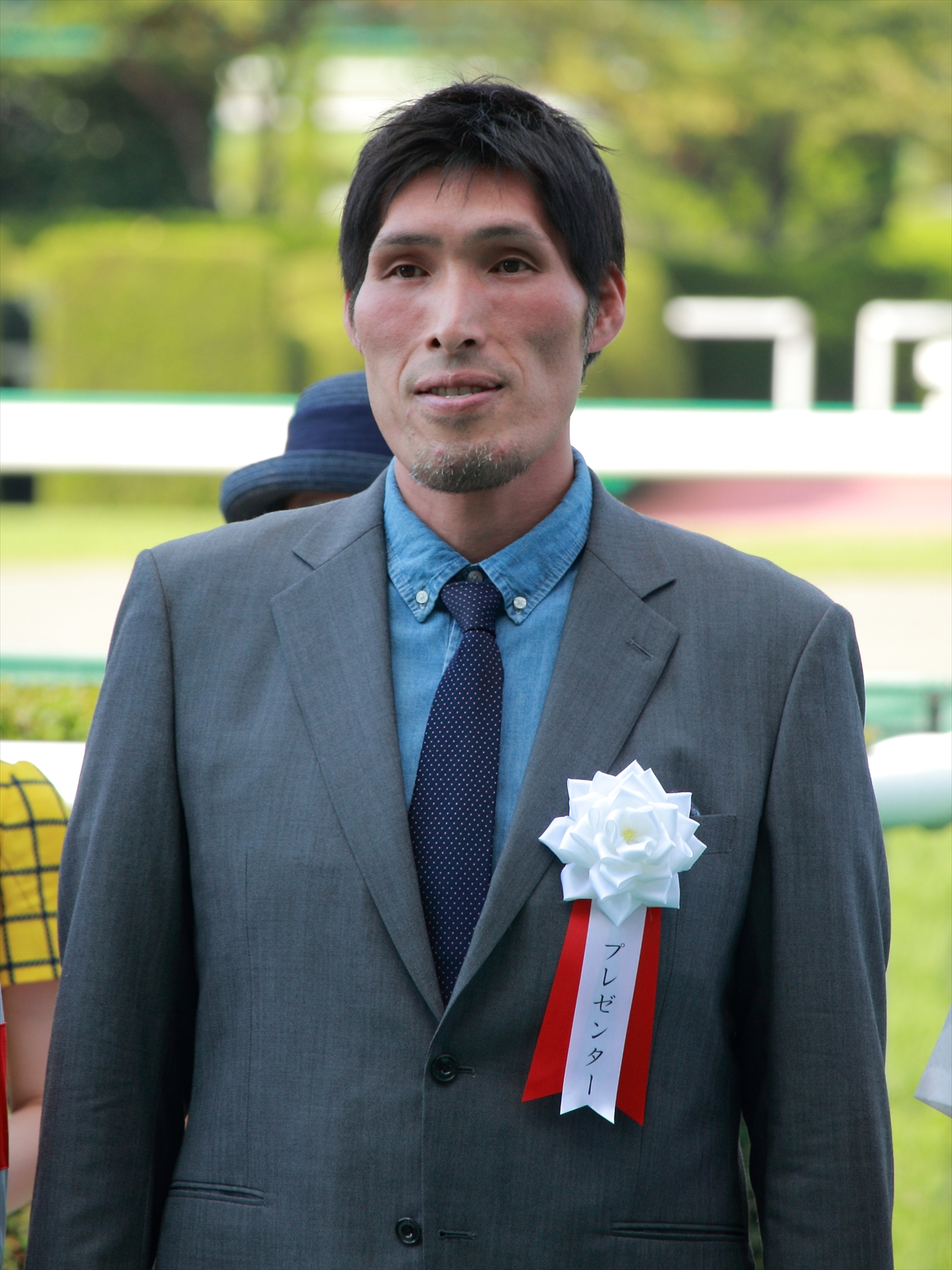
Shinichi Shinohara (2015)

Shinichi Shinohara (jap. 篠原 信一, Shinohara Shin’ichi; * 23. Januar 1973 in Hiranai, Präfektur Aomori) ist ein ehemaliger japanischer Judoka. Er gewann eine olympische Silbermedaille und zwei Weltmeistertitel.

## Sportliche Karriere
Der 1,90 m große Shinichi Shinohara war 1994 beim Tournoi de Paris Zweiter im Schwergewicht hinter dem Esten Indrek Pertelson, 1995 gewann Shinohara im Finale gegen den Franzosen David Douillet. Bei den Weltmeisterschaften 1995 in Chiba unterlag er in der offenen Klasse im Halbfinale dem Russen Sergei Kossorotow, durch einen Sieg über den Belgier Harry Van Barneveld gewann Shinohara eine Bronzemedaille. Anderthalb Monate nach den Weltmeisterschaften siegte Shinohara bei den Asienmeisterschaften im Schwergewicht. Bei den Olympischen Spielen 1996 trat Naoya Ogawa für Japan im Schwergewicht an.
1997 gewann Shinohara beim Pariser Weltcupturnier das Schwergewicht. Bei den Weltmeisterschaften 1997 in Paris erreichte Shinohara das Finale und unterlag dem Franzosen David Douillet. Bei den Asienspielen 1998 siegte Shinohara im Schwergewichts-Finale gegen den Iraner Mahmoud Miran. Im Jahr darauf fehlte David Douillet bei den Weltmeisterschaften in Birmingham wegen einer Rückenverletzung. Shinohara bezwang im Viertelfinale des Schwergewichts den Türken Selim Tataroğlu, im Halbfinale den Franzosen Jérôme Dreyfus und im Finale den Esten Indrek Pertelson. In der offenen Klasse gewann er im Halbfinale gegen den Belgier Harry Van Barneveld und im Finale gegen Selim Tataroğlu. Shinohara war damit Doppelweltmeister wie Douillet 1995.
Bei den Olympischen Spielen 2000 in Sydney besiegte Shinohara im Halbfinale den Russen Tamerlan Tmenow durch Ippon, im anderen Halbfinale gewann Douillet gegen Indrek Pertelson gleichfalls durch Ippon. Im Finalkampf zwischen Shinohara und Douillet kam es zu einer strittigen Entscheidung, als bei einem Wurf des Franzosen beide Kämpfer gleichzeitig zu Boden gingen. Die Kampfrichter rechneten die Aktion mehrheitlich zugunsten des Franzosen, der dadurch die Goldmedaille gewann. Bei den Weltmeisterschaften 2001 in München unterlag Shinohara im Schwergewichts-Viertelfinale dem Russen Alexander Michailin. Durch Siege in der Hoffnungsrunde über Jérôme Dreyfus, den Deutschen Andreas Tölzer und Indrek Pertelson gewann Shinohara noch einmal eine Bronzemedaille.
Shinichi Shinohara war später als Judotrainer aktiv, in den 2010er Jahren trat er häufig im Fernsehen auf und wirkte in Cameo-Rollen in Filmen mit.